# Японска мушмула
Японската мушмула (Eriobotrya japonica) е голям вечнозелен храст или дърво, отглеждан за търговски цели заради своите оранжеви плодове и заради листата си за чай. Произхожда от Китай и внесена в Япония по време на династията Танг в ранното средновековие (известна като „biwa cha“ в Япония), а също така се отглежда като декоративно растение.
Японската мушмула е от семейство Розови (Rosaceae) и е местно растение в по-хладните хълмисти райони в южен централен Китай.] Японската мушмула се отглежда в Япония повече от 1000 години и е въведена в региони със субтропичен до умерен климат по целия свят.

## Галерия
- Цъфтеж. Поетапният цъфтеж на култивирани сортове позволява поетапно узряване
- Листа
- Узрели едносеменни плодове
- Структура на плода
- Плодове
- Плодове в чиния
- „Японска мушмула и планинска птица“, анонимен китайски художник, 12 – 13 век
- Зрели плодове на японска мушмула